# Пищихино
Пищихино — деревня в Камешковском районе Владимирской области России, входит в состав муниципального образования Второвское.

## География
Деревня расположена в 3 км на северо-запад от центра поселения села Второво и в 21 км на юго-запад от райцентра Камешково.

## История
В конце XIX — начале XX века деревня входила в состав Лаптевской волости Владимирского уезда, с 1924 года — в составе Второвской волости. В 1859 году в деревне числилось 7 дворов, в 1905 году — 17 дворов, в 1926 году — 15 хозяйств.
С 1929 года деревня входила в состав Второвского сельсовета Владимирского района, с 1940 года — в составе Камешковского района, с 2005 года — в составе муниципального образования Второвское.

## Население
| 1859 | 1905 | 1926 |
| ---- | ---- | ---- |
| 89   | 70   | 63   |

| 1859 | 1905 | 1926 | 2002 | 2010 | 2021 |
| ---- | ---- | ---- | ---- | ---- | ---- |
| 89   | ↘70  | ↘63  | ↘29  | ↘19  | ↗29  |